# Елмендорф (авіабаза)
Авіаба́за Елмендорф (англ. Elmendorf Air Force Base) (IATA: EDF, ICAO: PAED, FAA ідент. місц.: EDF) — діюча військово-повітряна база Повітряних сил США, розташована поблизу Анкориджа, на Алясці.
З 2010 року створена Об'єднана військова база Ельмендорф-Річардсон, до складу якої увійшла авіабаза Елмендорф. Об'єднана інсталяція була утворена на підставі результатів роботи комісії міністерства оборони США у 2005 році щодо закриття та оптимізації військових баз (англ. Defense Department's 2005 Base Closure and Realignment Commission) по усіх Збройних силах країни.

## Історія

### Друга світова війна
Будівництво аеродрому Ельмендорф Філд розпочалося 8 червня 1940 року, як основного та постійного військового аеродрому поблизу Анкориджа. Перші військовослужбовці Повітряного корпусу армії США прибули 12 серпня 1940 року. 12 листопада 1940 року Військовий департамент офіційно визначив те, що в народі називали аеродромом Ельмендорф, як Форт Річардсон. Авіаційна база була названа Ельмендорф Філд на честь капітана Г'ю М. Ельмендорфа, який загинув 13 січня 1933 року під час льотних випробувань експериментального винищувача Y1P-25, бортовий номер 32-321, поблизу аеродрому Райт Філд, штат Огайо.
Першим підрозділом Повітряного корпусу армії, який був призначений на Аляску, стала 18-та ескадрилья переслідування, яка прибула туди в лютому 1941 року. Незабаром після цього 23-тя авіабазова група була призначена для забезпечення бази. Все більше підрозділів ВПС армії США (які юридично змінили свою назву в червні 1941 року) прибували на Аляску в міру того, як японська загроза переростала у Другу світову війну після несподіваного нападу на Перл-Гарбор в грудні 1941 року. Одинадцята повітряна армія була сформована на авіабазі Ельмендорф на початку 1942 року. Аеродром відіграв життєво важливу роль як головний центр повітряної логістики і перевалочний пункт під час Алеутської кампанії і пізніших повітряних операцій на Курильських островах.
Після Другої світової війни армія перенесла свої операції до нового форту Річардсон, а після відокремлення від армії в 1947 році новостворені Військово-повітряні сили США (ВПС США) взяли під свій контроль колишній форт Річардсон і перейменували його на базу ВПС США «Ельмендорф».

## Дислокація формувань на авіабазі
Повітряні сили
- 11-та повітряна армія / Аляскинський регіон NORAD
  - 611-й аерокосмічний оперативний центр
- 3-тє крило
- 673-тє крило авіабаз
- 611-й аерокосмічний оперативний центр

Повітряні сили Національної гвардії Аляски
- 176-те крило (C-17 Globemaster III, HH-60 Pave Hawk, HC-130)
  - 176-та ескадрилья повітряного контролю / Аляскинський сектор ППО (AK ANG)

## Галерея

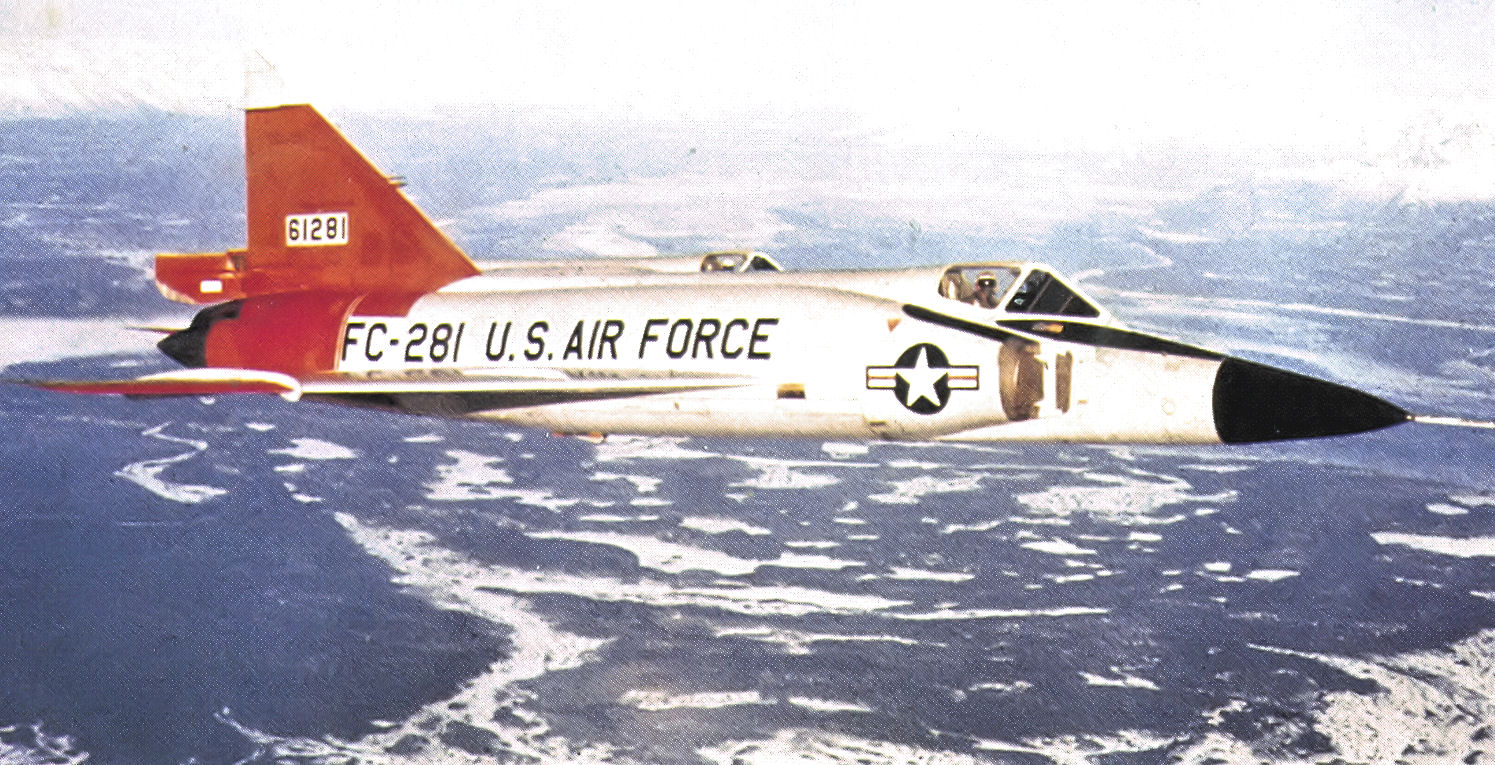
Винищувач-перехоплювач F-102 «Дельта Даггер» на польоті. 1957
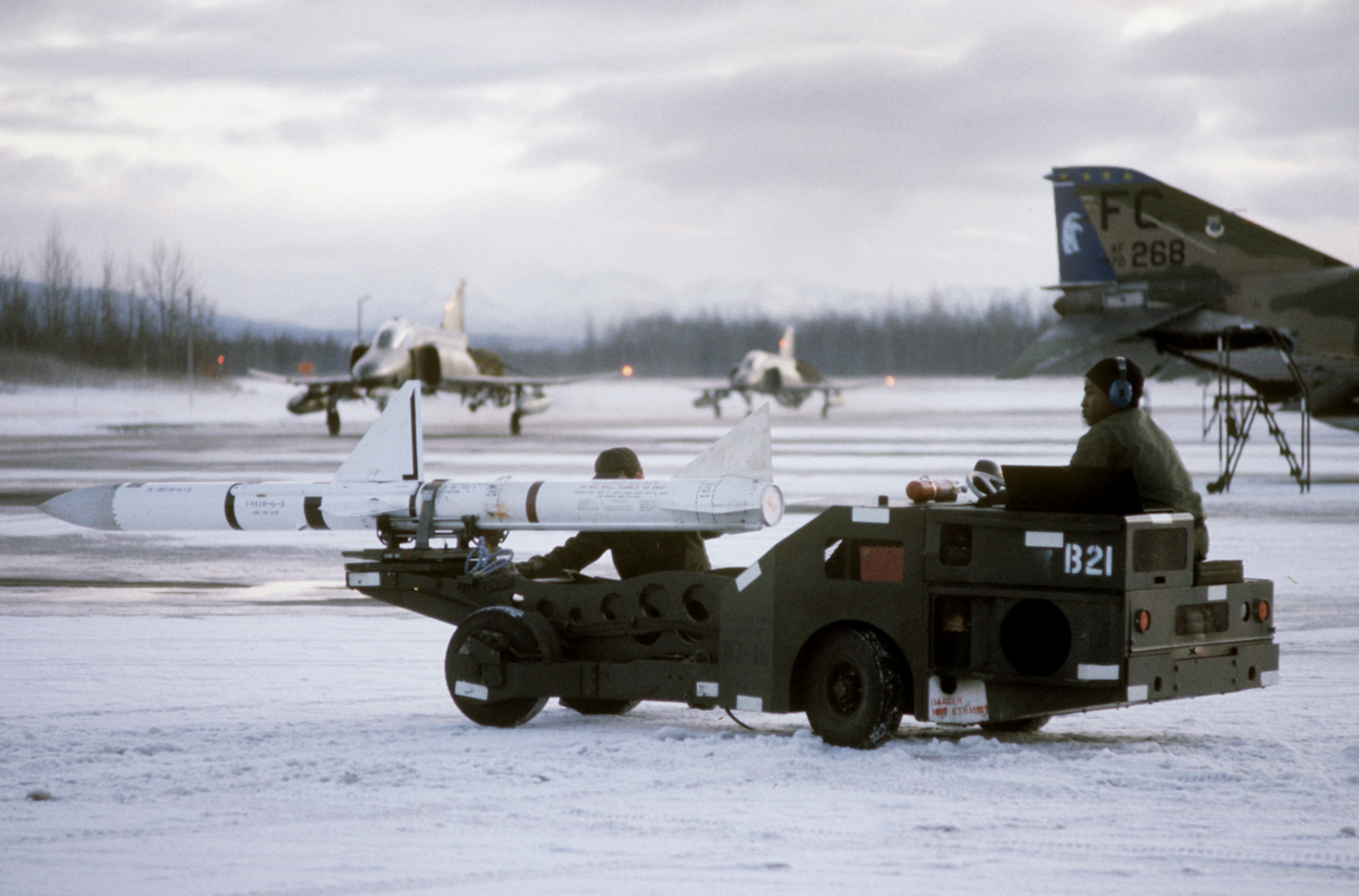
Завантаження авіаційної ракети класу «повітря-повітря» AIM-7 Sparrow на винищувач F-4 Phantom II під час навчань. 1981
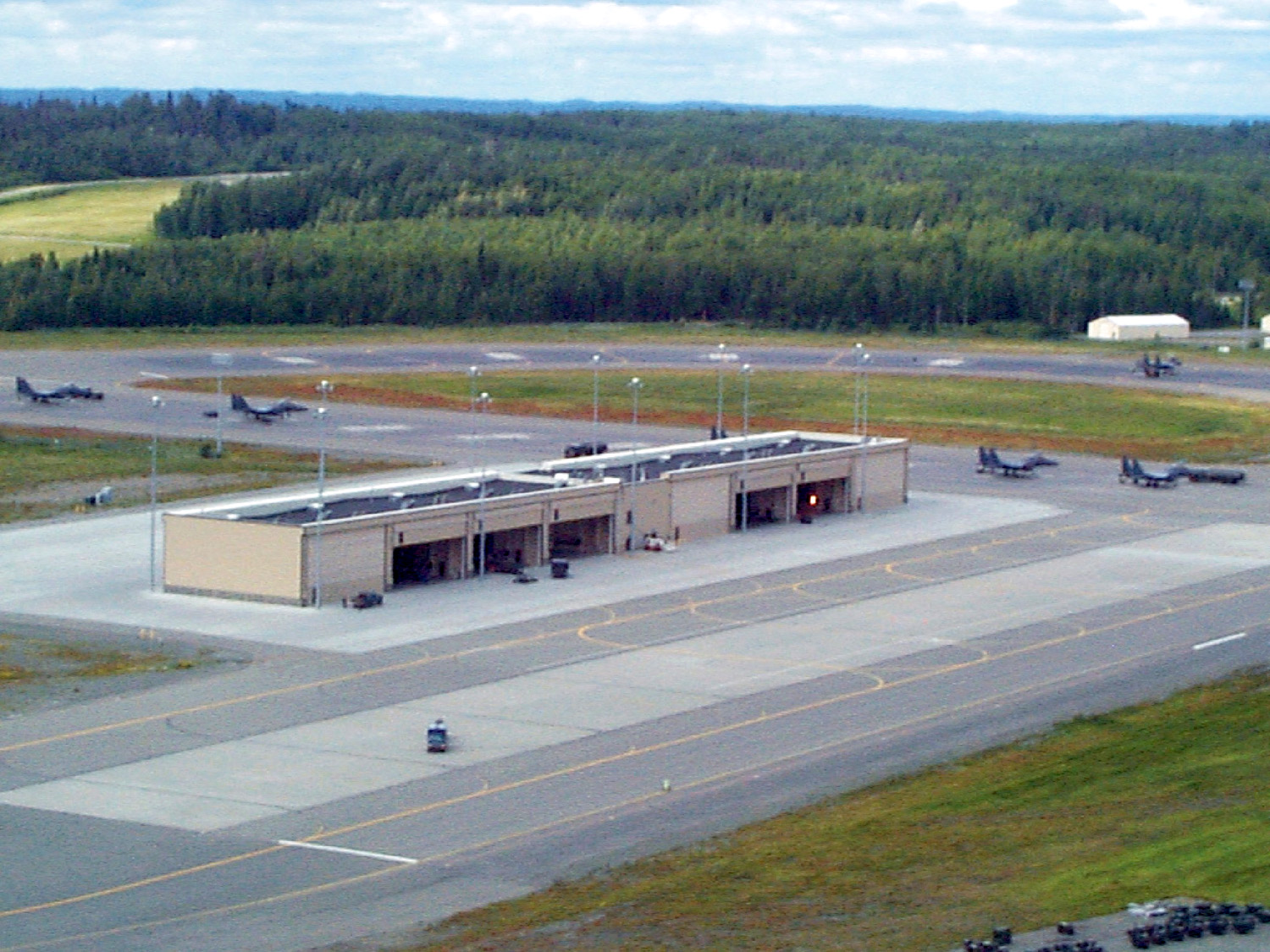
Винищувачі F-15 паркуються в ангари після навчань. 1999
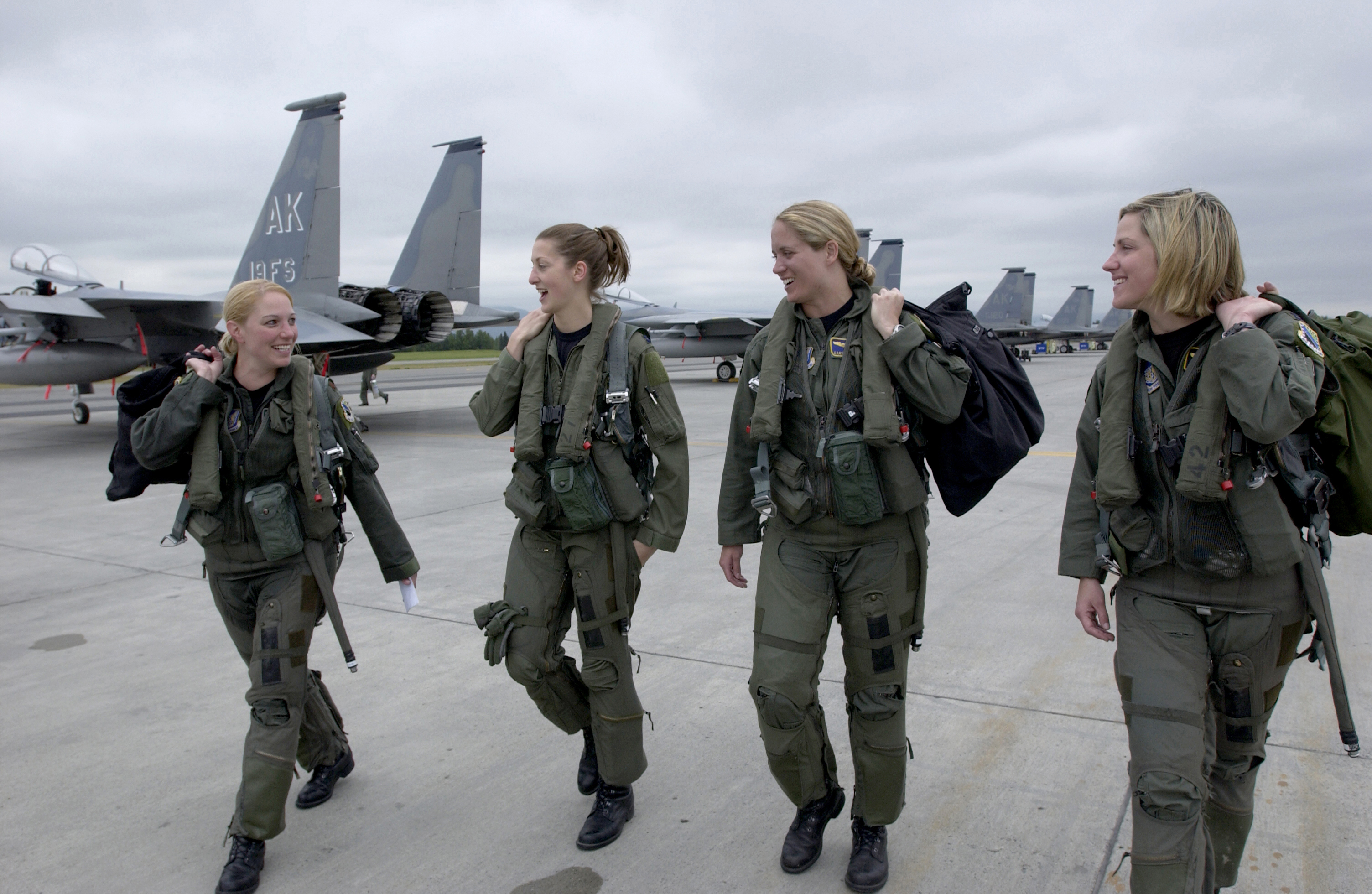
Жінки-пілоти винищувачів F-15E «Страйк Ігл» крокують до літаків для тренувального вильоту. 2006
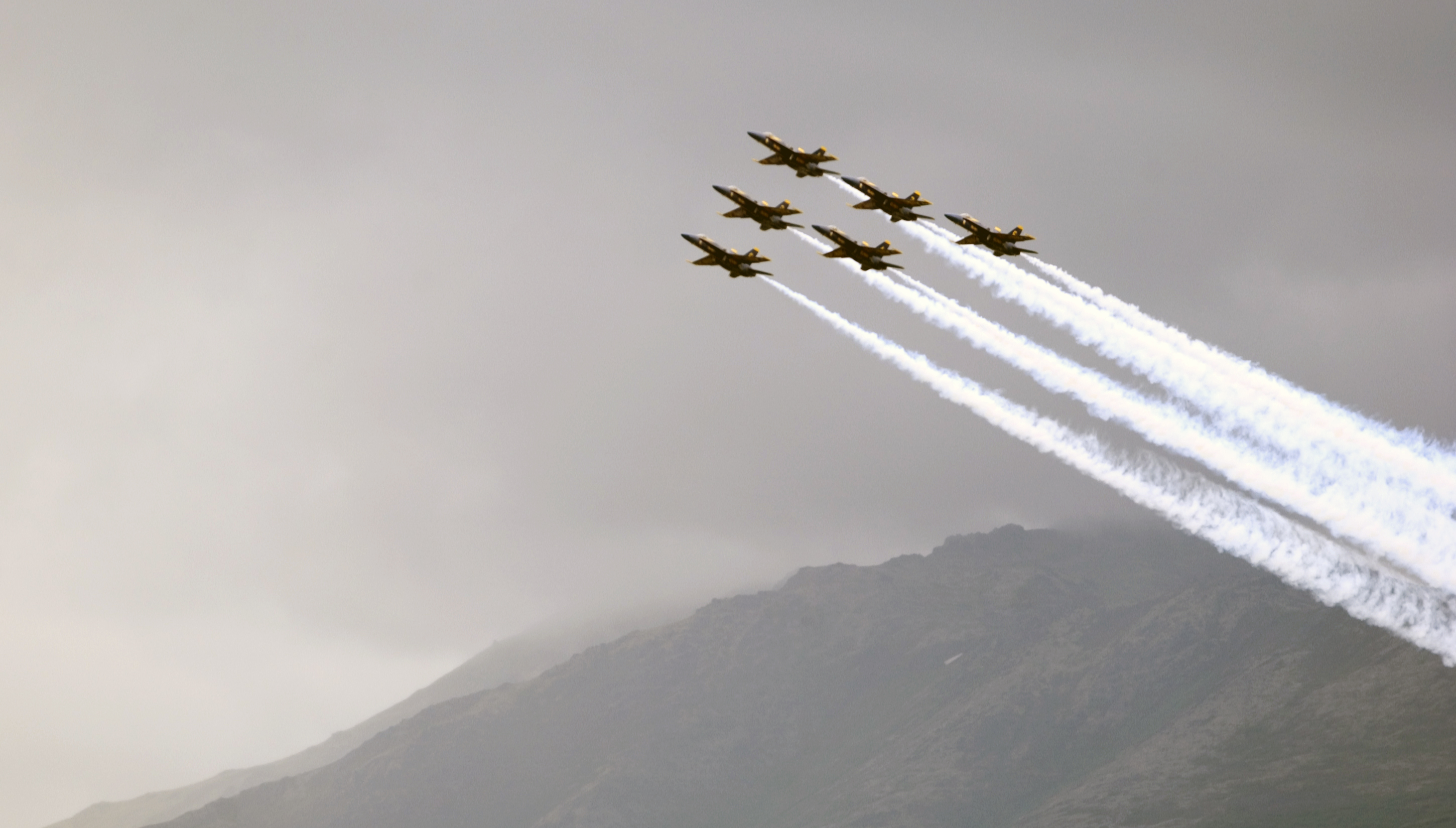
Демонстраційний політ авіаційної групи «Блакитні янголи» на авіабазі Елмендорф. 2006
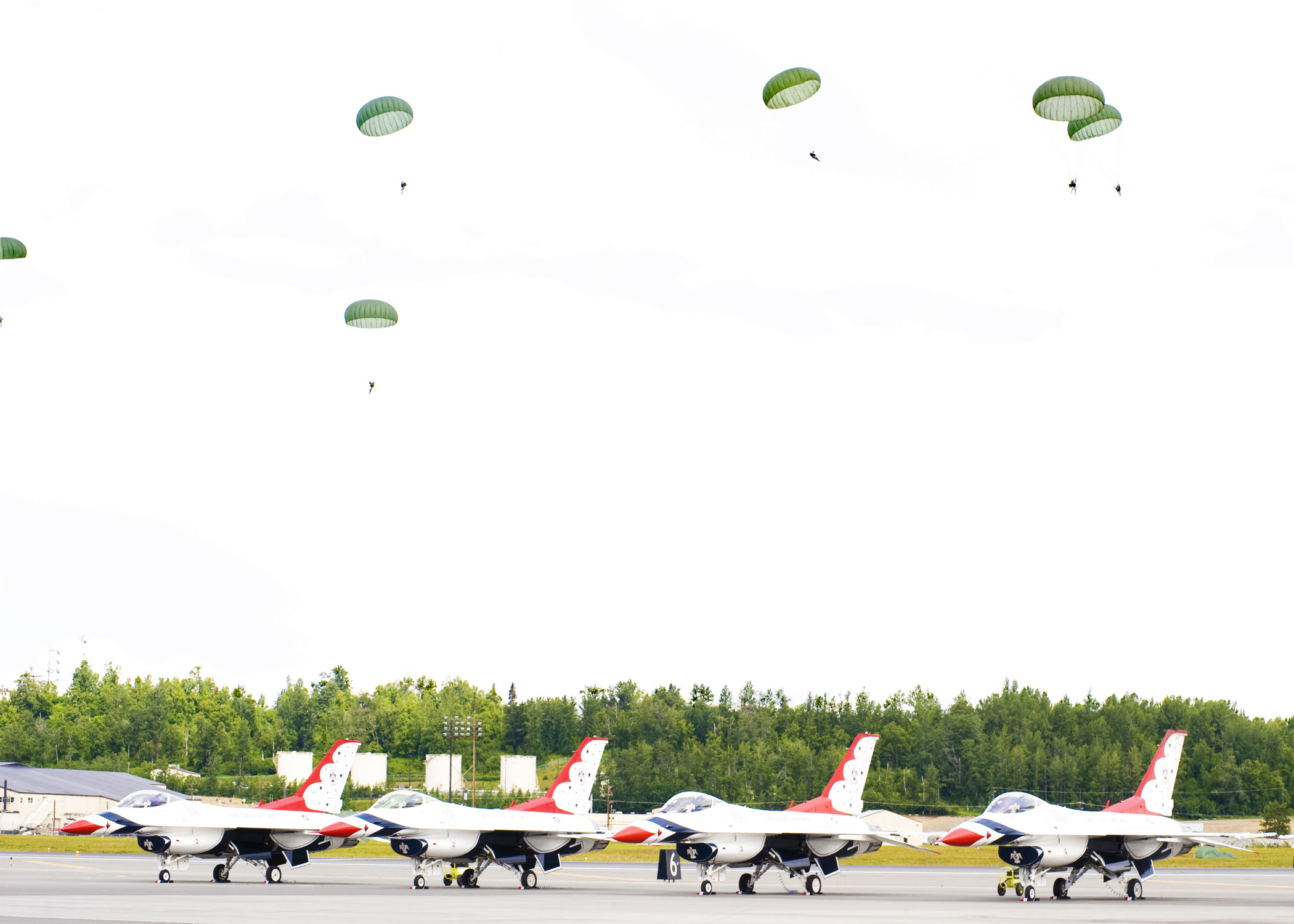
Демонстраційні стрибки з парашутом поблизу злітно-посадкової смуги аеродрому. 2008
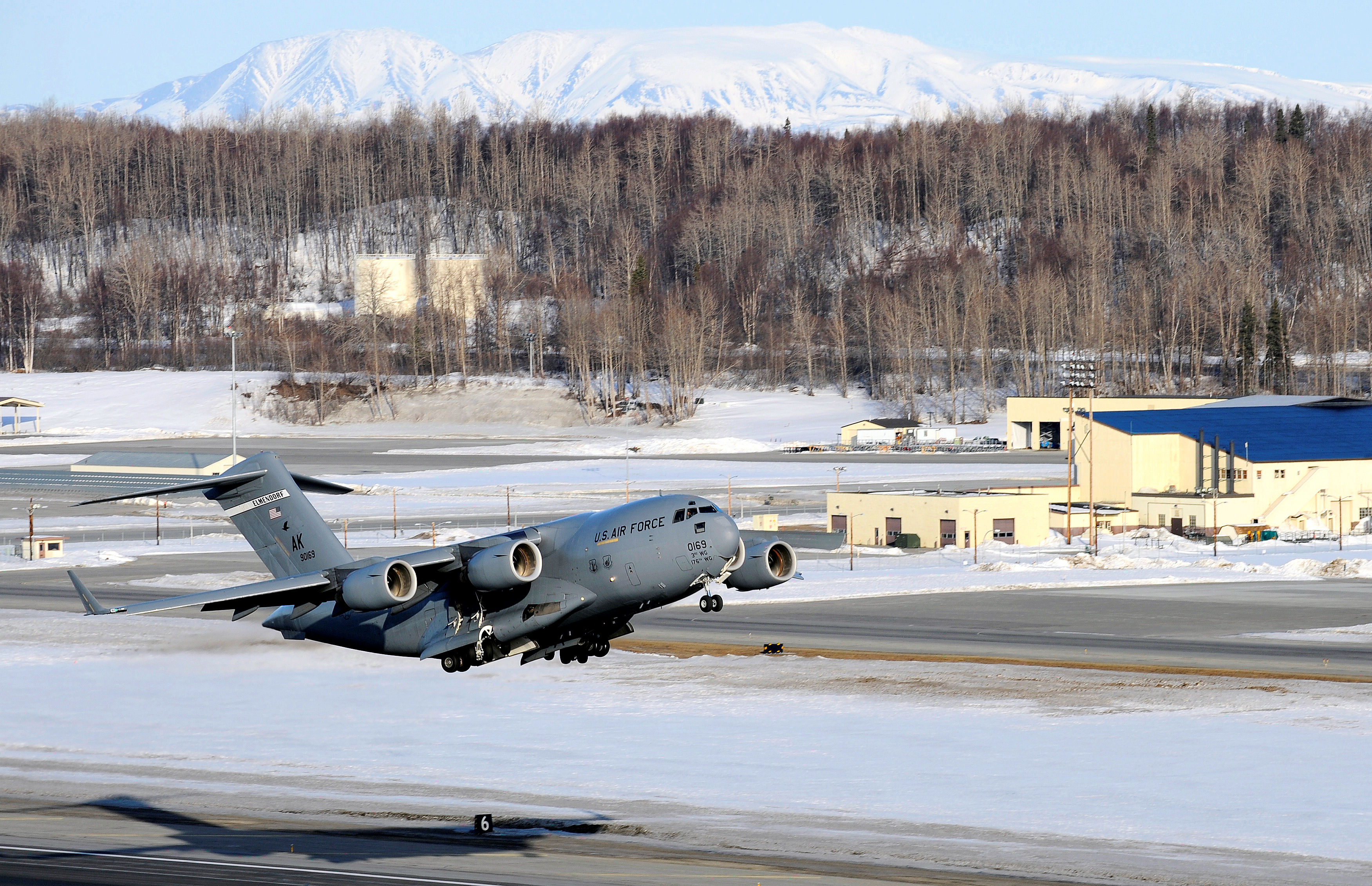
Зліт важкого військово-транспортного літака C-17 «Глоубмайстер» III з аеродрому Елмендорф. 2009